# Jérôme Guéry
Jérôme Guéry (Namur, 24 de julio de 1980) es un jinete belga que compite en la modalidad de salto ecuestre.
Participó en tres Juegos Olímpicos de Verano, entre los años 2016 y 2024, obteniendo una medalla de bronce en Tokio 2020, en la prueba por equipos (junto con Pieter Devos y Grégory Wathelet), y el octavo lugar en París 2024, en la misma prueba.
Ganó una medalla de plata en el Campeonato Mundial de Saltos Ecuestres de 2022 y una medalla de oro en el Campeonato Europeo de Saltos Ecuestres de 2019.
Fue el abanderado de Bélgica en la ceremonia de apertura de los Juegos Olímpicos de París 2024 junto con la baloncestista Emma Meesseman.

## Palmarés internacional
| Juegos Olímpicos   | Juegos Olímpicos        | Juegos Olímpicos  | Juegos Olímpicos |
| Año                | Lugar                   | Medalla           | Categoría        |
| ------------------ | ----------------------- | ----------------- | ---------------- |
| 2020               | Tokio (Japón)           | Medalla de bronce | Por equipos      |
| Campeonato Mundial |                         |                   |                  |
| Año                | Lugar                   | Medalla           | Categoría        |
| 2022               | Herning (Dinamarca)     | Medalla de plata  | Individual       |
| Campeonato Europeo |                         |                   |                  |
| Año                | Lugar                   | Medalla           | Categoría        |
| 2019               | Róterdam (Países Bajos) | Medalla de oro    | Por equipos      |